# CLDN1
클라우딘 1(claudin-1)은 인간에서 CLDN1 유전자에 의해 암호화되는 단백질이다. 클라우딘 그룹에 속한다.

## 기능
견고 접합은 상피 또는 내피 세포에서 하나의 세포 대 세포 접착 모드를 나타내며, 세포 주위에 연속적인 패킹을 형성하고 용질 및 물이 파라셀(paracell) 공간을 자유롭게 통과하는 것을 방지하기위한 물리적 장벽으로서 작용한다. 이 접합부는 바깥 쪽을 향한 세포질 소엽에 연속 네트워킹 가닥 세트로 구성되어 있으며, 안쪽을 향한 세포 외 기질에 상보적인 홈이 있다. 클라우딘 그룹의 구성원이 유전자에 의해 암호화된 단백질은 일체형 막 단백질 및 견고 접합 가닥의 성분이다. 이 단백질의 돌연변이는 신생아 홍반증 경화성 담관염 증후군을 초래한다.

## 상호 작용
CLDN1은 CLDN5 및 CLDN3과 상호 작용하는 것으로 나타났다.